# 基辛迪亞鄉
46°16′59″N 22°06′00″E / 46.283°N 22.100°E
基辛迪亞鄉（羅馬尼亞語：Comuna Chisindia, Arad），是羅馬尼亞的鄉份，位於該國西部，由阿拉德縣負責管轄，面積129平方公里，海拔高度251米，2011年人口1,340，人口密度每平方公里10人。